# St. Ulrich (Göbrichen)

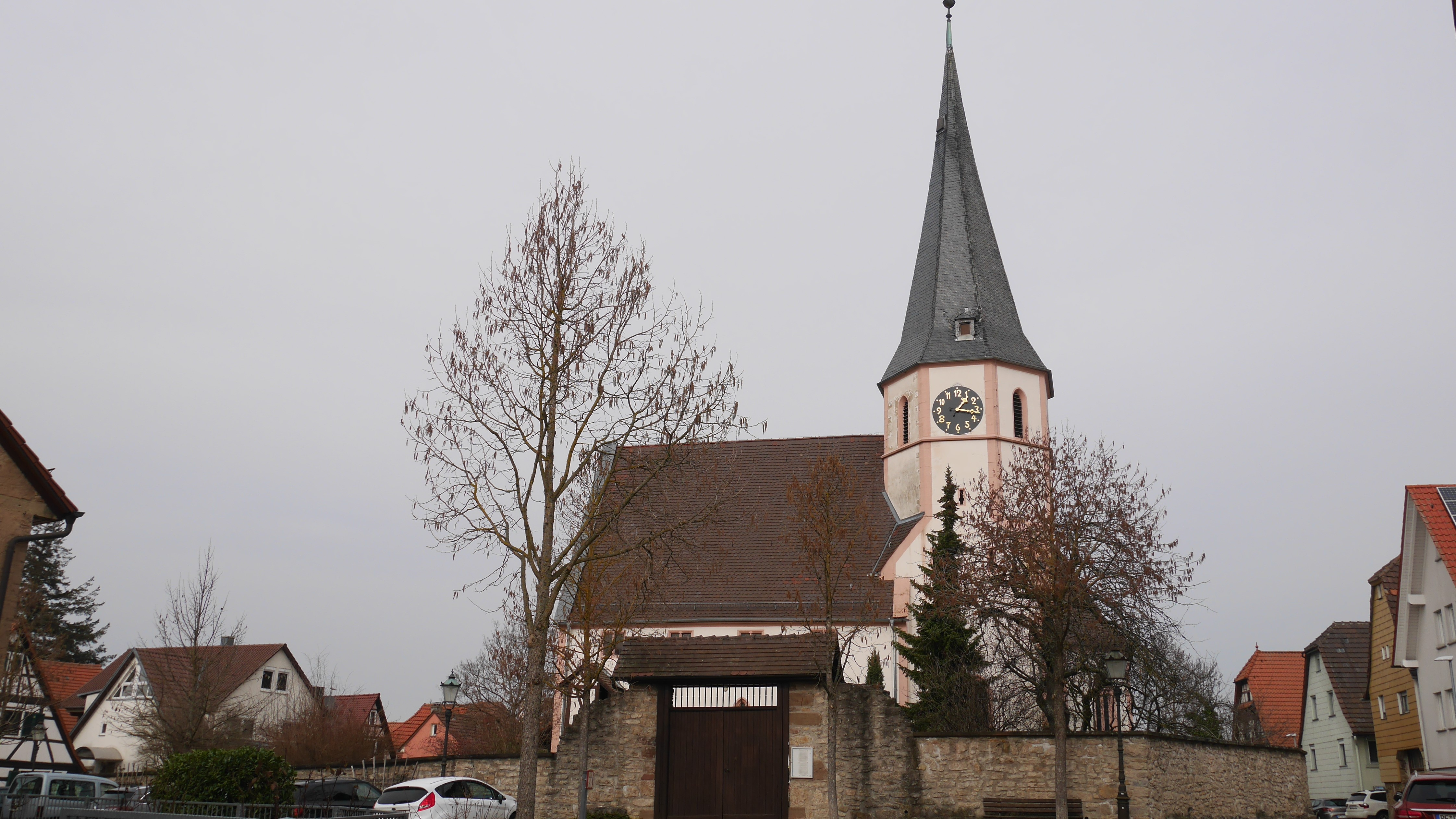
St. Ulrich in Göbrichen

Die evangelische Pfarrkirche St. Ulrich steht in Göbrichen, einem Ortsteil der Gemeinde Neulingen im Enzkreis in Baden-Württemberg. Die Kirchengemeinde gehört zum Kirchenbezirk Badischer Enzkreis der Evangelischen Landeskirche in Baden.

## Beschreibung

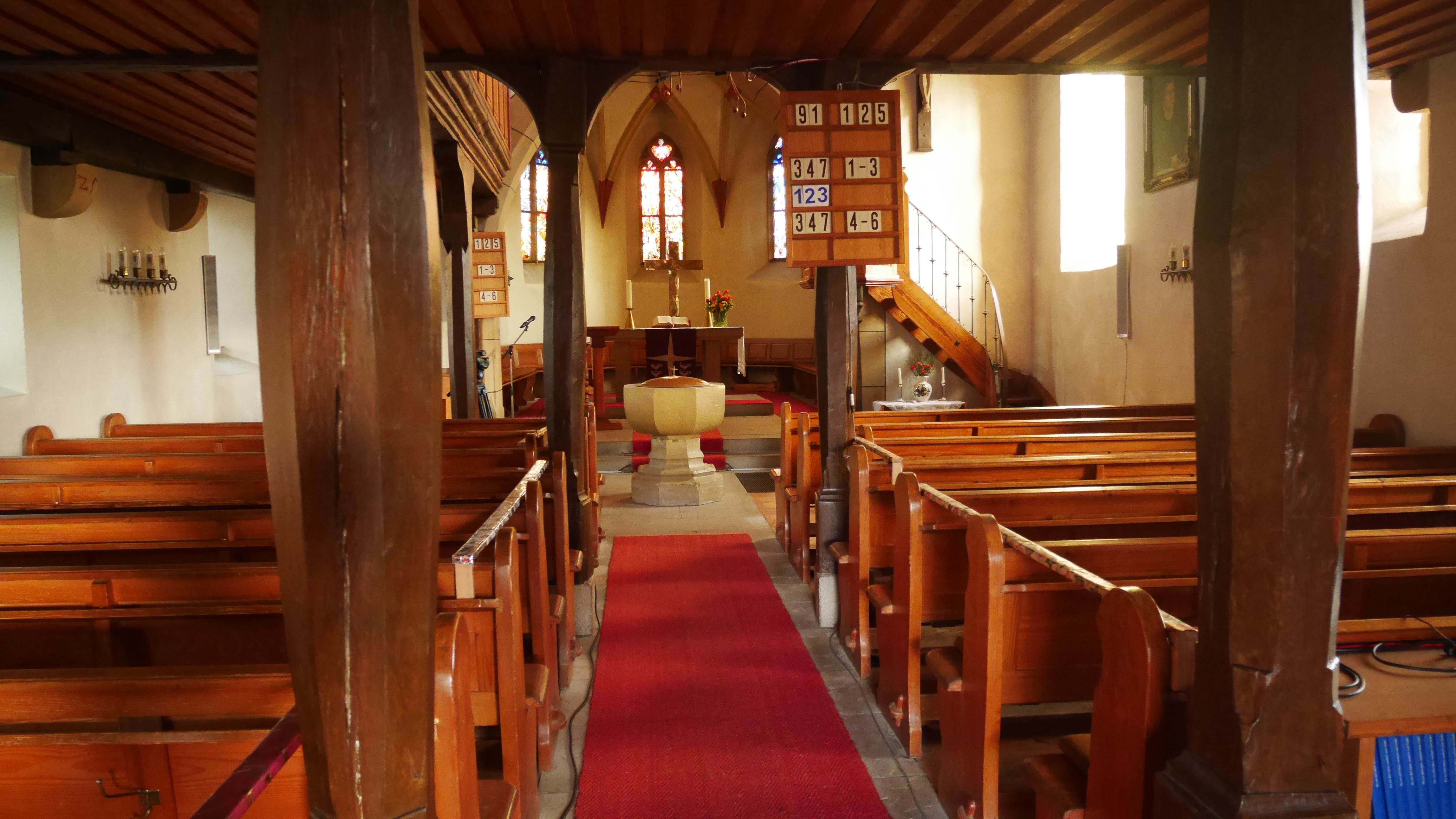
Blick zum Chor

Die Saalkirche, eine ehemalige Wehrkirche, wurde um 1507 erbaut. Sie besteht aus einem Langhaus und einem Chorturm auf quadratischem Grundriss im Osten. Das mit einem spitzen Helm bedeckte achteckige Obergeschoss des Turms enthält die Turmuhr und den Glockenstuhl. Die Sakristei befindet sich an der Nordwand des Chorturms. 
Im Innenraum des Langhauses wurden Emporen eingebaut. Der Chor im Erdgeschoss des Chorturms ist innen mit einem Sterngewölbe überspannt. Die Orgel wurde 1976 als Opus 34 von Johannes Rohlf gebaut.